# Contemporary Historians
Contemporary Historians Inc. war eine 1937 aktive amerikanische Filmgesellschaft, die im Lauf ihres Bestehens einen einzigen Film, The Spanish Earth von Joris Ivens, finanzierte.
Joris Ivens stammte aus den Niederlanden, neben ihm gehörten zu den Contemporary Historians die Amerikaner John Dos Passos, Archibald MacLeish, Clifford Odets, Lillian Hellman, Herman Shumlin und Ernest Hemingway, letzterer weitgehend unabhängig, während alle übrigen sich in Kontakt mit der American Communist Party befanden oder einer ihrer Frontorganisationen. 1931 hatte Ivens während seiner Zeit bei Meschrabpom Otto Katz kennengelernt, der nach der Machtergreifung der Nationalsozialisten in Hollywood durch seine Vorträge Filmschaffende für die Sache des Antifaschismus gewann und die Komintern dort Fuß fassen ließ.
Ivens ursprüngliche Idee eines mit viel Symbolik gefüllten Films musste vor Ort den Gegebenheiten Platz machen, man filmte die Bombardierung der Zivilbevölkerung. Scharf und ausdrucksvoll waren die Bilder aus dem Ort Fuentidueña, sparsam und nüchtern der von Hemingway geschriebene und gesprochene Kommentar, der allerdings nach Meinung der New York Times das Werk zum Propagandafilm machte. Eine Szene zeigt Gustav Regler in flammender Begeisterung für die republikanische Sache.
Keiner der US-weiten Filmverleihe zeigte den Film, trotzdem fand The Spanish Earth seinen Weg in mehr als 300 Kinos. Am 8. Juli 1937 wurde der Film im Weißen Haus den Roosevelts gezeigt, die Premiere im Haus des Filmstars Fredric March ging einher mit einer Fundraising-Aktion, bei der laut Lillian Hellman 13.000 Dollar zusammenkamen. In Großbritannien spendeten während einer Woche von Aufführungen in Cambridge die Zuschauer die beträchtliche Summe von 1000 Pfund zugunsten eines vom Left Book Club organisierten Lebensmittelschiffs für Spanien.